# (1862) Apollon
Pour les articles homonymes, voir Apollon (homonymie).
(1862) Apollon (désignation internationale (1862) Apollo) est un astéroïde de type Q, découvert par Karl Wilhelm Reinmuth le 24 avril 1932, mais qui fut perdu de vue cette même année, jusqu'à sa redécouverte en 1973.
Il est nommé d'après le dieu de la mythologie grecque Apollon.
Apollon est le prototype de la catégorie des astéroïdes Apollon en étant le premier objet de cette famille à avoir été découvert. Toutefois, à cause du fait qu'il ait été « perdu » pendant plus de quarante ans, le numéro qui lui a été attribué (1862) est supérieur à celui d'autres astéroïdes de cette catégorie, comme (1566) Icare. (1862) Apollon est également un astéroïde cythérocroiseur et aréocroiseur.
Il s'agit du premier astéroïde à avoir été reconnu comme croisant l'orbite terrestre.

## La lune d'Apollon
Le 4 novembre 2005, une équipe d'astronomes annonça avoir détecté une lune astéroïdale en orbite autour d'Apollon, à l'aide d'observations réalisées par le radiotélescope d'Arecibo. Ce satellite, provisoirement désigné S/2005 (1862) 1, mesurerait environ 80 mètres et serait en orbite à environ 3 km d'Apollon.